# Mūngra Bādshāhpur
Mūngra Bādshāhpur är en ort i Indien.   Den ligger i distriktet Jaunpur och delstaten Uttar Pradesh, i den centrala delen av landet, 600 km sydost om huvudstaden New Delhi. Mūngra Bādshāhpur ligger 99 meter över havet och antalet invånare är 2 500.
Terrängen runt Mūngra Bādshāhpur är mycket platt. Runt Mūngra Bādshāhpur är det tätbefolkat, med 947 invånare per kvadratkilometer. Närmaste större samhälle är Phūlpur, 15,9 km sydväst om Mūngra Bādshāhpur. Trakten runt Mūngra Bādshāhpur består till största delen av jordbruksmark.